# Николаевка-Терновская
Николаевка-Терновская (укр. Миколаївка-Тернівська) — село в Сумском районе Сумской области Украины. До 19 июля 2020 года входило в состав Белопольского района.
Код КОАТУУ — 5920687804. Население по переписи 2001 года составляло 96 человек .

## Географическое положение
Село Николаевка-Терновская находится на расстоянии в 1,5 км от левого берега реки Локня.
На расстоянии в 1 км расположены сёла Гезовка и Бошевка (Бурынский район).

## Экономика
- Молочно-товарная ферма.